# Hugdietrich
Hugdietrich ist in der deutschen Heldensage der Vater von Wolfdietrich.
In der Fassung B des Wolfdietrich-Epos wird seine Geschichte ausgeweitet: Er gewinnt seine von ihrem Vater Walgund, König von Salneck, in einem Turm eingesperrte Königstochter Hildeburg (in anderen Überlieferungen: Hiltgart) dadurch, dass er sich in Frauenkleider verkleidet. Als Gespielin der Königstochter darf er ihr Gesellschaft leisten. Kurze Zeit später wird die Königstochter schwanger und bringt Wolfdietrich zu Welt. Dieser wird ausgesetzt, vom Vater Hildburgs dann jedoch aus einem Wolfsnest gerettet und Wolfdietrich genannt. Es kommt schließlich zur Versöhnung mit Hugdietrich.
Wie die Sage von Wolfdietrich war auch die Geschichte von Hugdietrich Bestandteil des im Druck erschienenen Heldenbuchs und darum bis zum 16. Jh. vergleichsweise gut bekannt.